# Вульж
Вульж (фр. vouge, англ. voulge, від ст.-фр. voulge) — держакова зброя, появу якої в Європі відносять до XIII століття. Існувала водночас з глефою. Можливо, під впливом вульжа в XIV ст. виникла алебарда.

## Етимологія
Слово vouge (вживався також варіант voulges) сходить до пізньолат. vidubium, що вважається словом галльського походження. Його можна вивести з іменника *vidu- («дерево», пор. ірл. fid) та іменника, утвореного від кореня *bi- («бити, ударяти»), тобто — «те, чим ударяють по дереву». Спорідненими словами є ірл. fidba («великий кривий садовий ніж»), валл. gwyddif («садовий ніж»), брет. gwif («двозубі вила»). До цього ж кельтського слова сходять такі лексеми в романських мовах, як прованс. vezoig («коса»), гаскон. bezoi, bezoch.

## Будова
Вульж схожий на глефу, але має помітні відмінності в конструкції. По-перше, у вульжа кріплення ратища до леза здійснювалося кільцями на рівні двох нижніх третин висоти останнього; у глефи ж застосовувалося втулкове кріплення на кінці ратища. По-друге, лезо вульжа було ширшим і призначалося для рубання, у той час як лезо глефи було вужчим і призначалося для різання. Вульж виглядає іноді як вкорочений по висоті бердиш, або як сікач м'ясника, прикріплений до ратища. Озброєні вульжем вояки називалися «вульже́рами» (англ. voulgiers, фр. vougiers).